# エルゴン山
エルゴン山（Mount Elgon）は、ウガンダ・ケニア国境に跨がる楯状火山。エルゴンという名は南麓の洞窟に住んでいたとされるエルゲヨ族（ケイヨ族）に因む。マサイ語で "Ol Doinyo Ilgoon"（胸山）、ウガンダではマサバと呼ばれていた。東アフリカで最も古い火山の一つで裾野はおよそ3,500km²である。
山頂部はカルデラであり、温泉であるスアム川が東からケニアへ流れ出している。5つの主な峰がある。
- ワガガイ峰(4,321m) - 南西（ウガンダ）
- スデク峰(4,302m)  - 南（ケニア）
- コイトボス峰(4,222m) - 東（ケニア）
- ムビイ峰(4,211m) - 北西（ウガンダ）
- マサバ峰(4,161m) - 西（ウガンダ）

1890年F・ジャクソンとE・ゲッジ、J・マーティンがスデク峰に記録上初登頂し、1896年C・W・ホブリーがヨーロッパ人で初めて山の周りを回った。クムンケとスティグラーは1911年にワガガイとコイトボスに記録上初登頂した。東麓のエンデベスの絶壁（標高2563m）も名所に挙げられる。ングワリシャ、マキンゲニ、チェプニャリル、キタムなどの溶岩洞も観光の名所とされている。キタム洞窟は幅60m奥行き200mでゾウが塩を食べに来ることで有名であるが、観光客に1980年と1987年にマールブルグ熱の感染者が発生した。
一帯にはプロセラビャクシン、ユシャニア・アルピナ、ポドカルプス・ミランジアヌス、コソノキ、ヒュペリクム・レヴォルトゥム、クスノキなどの植物が生えており、シロスジシャコ、ワキアカイロムシクイ、カタグロトビ、ルビーオナガタイヨウチョウ、ヒゲワシなどの鳥類やケープハイラックス、キノボリハイラックス、ブルーモンキー、ゾウ、ヤギュウ、ウォーターバック、オリビ、ブッシュバック、イランド、ダイカー、モリイノシシ、カワイノシシ、ヒョウ、ジャコウネコ、サーバル、ブチハイエナ、ツチブタ、コロブス属、キングタケネズミ、ケニアモリジャコウネズミ属、ツーストライプカメレオン、ウミヘビ、ドロガエルなどの動物が生息するため、ユネスコの生物圏保護区に指定されている。
土壌はラテライトで、スアム川はンゾイア川に合流するなど幾つかの川の源流となっている。ウガンダ側は山頂部全域、ケニア側は南東麓がエルゴン山国立公園に指定されている。山麓は両国とも比較的人口の多い地域となっている。2007年のケニア危機でも国内避難民や難民がエルゴン山周辺に流れ込んだ。ケニアでは東部にリフトバレー州トランスンゾイア県、南部に西部州マウントエルゴン県が置かれている。ウガンダでは北東からブクワ県、カプチョルワ県（セベイ）、シロンコ県、ブドゥダ県、マナフワ県（ブギス）が置かれている。

## 脚註
1. 1 2  Africa Ultra-Prominences Peaklist.org. Retrieved 2012-01-11.
2. ↑  Mount Elgon National Park, Uganda Wildlife Authority.
3. ↑  “Mount Elgon Biosphere Reserve, Uganda” (英語). UNESCO (2019年2月19日). 2023年1月23日閲覧。
4. ↑  “Mount Elgon Biosphere Reserve, Kenya” (英語). UNESCO (2019年1月10日). 2023年6月23日閲覧。